# Капитан (хоккейный клуб)
«Капитан» — команда по хоккею с шайбой из города Ступино. Основан в 1999 году в городе Ступино. Инициатор создания и директор ХК «Капитан» - Борис Игоревич Лотенков. 
С сезона 2017/18 — фарм-клуб ХК «Сочи».

## История

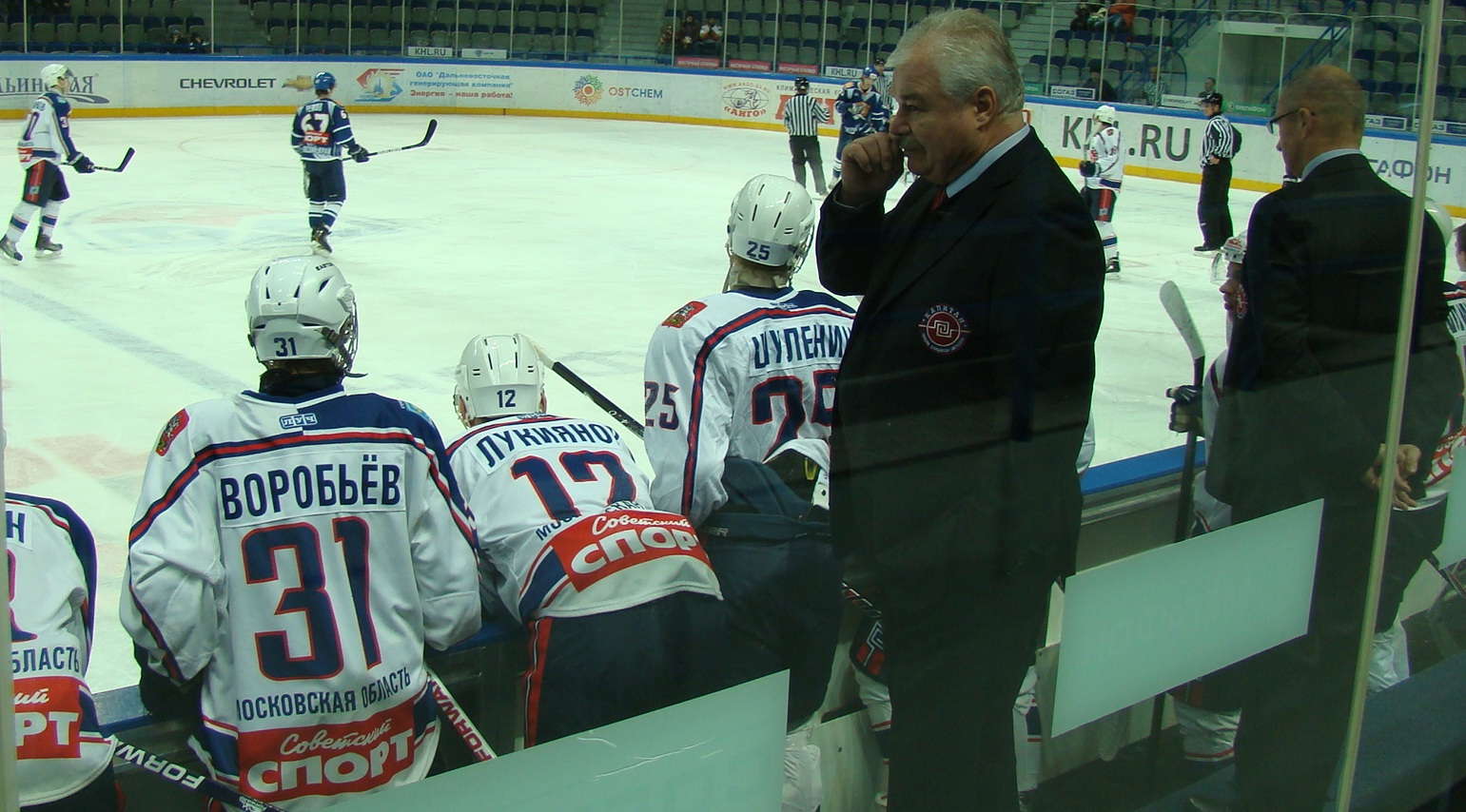
Скамейка «Капитана» во время матча (декабрь 2012 г.)

Спортивный клуб «Капитан» основан 25 января 1999 года. Вначале хоккейный клуб выступал в первенстве Ступинского района, затем в первенстве Московской области, где стал чемпионом первой лиги.
В 2001—2002 годах «Капитан» участвовал в первенстве России первой лиги и стал чемпионом среди команд мастеров региона «Центр».
В 2004 году был открыт Ледовый дворец спорта имени В. М. Боброва, где выступают хоккеисты специализированной детско-юношеской спортивной школы олимпийского резерва.
С 2005 по 2009 «Капитан» выступал в ВХЛ.
С 2011 года «Капитан» выступает в МХЛ.

### Выступления в МХЛ
| Сезон   | Регулярный чемпионат                                  | Плей-офф               |
| ------- | ----------------------------------------------------- | ---------------------- |
| 2011-12 | 8-е место в дивизионе «Центр»                         | Не принимали участие   |
| 2012-13 | 15-е место в конференции «Запад»                      | Не принимали участие   |
| 2013-14 | 10-е место дивизионе «Северо-Запад»                   | Не принимали участие   |
| 2014-15 | 6-е место в дивизионе «Центр»                         | Поражение в 1/8 финала |
| 2015-16 | Не принимали участие                                  | -                      |
| 2016-17 | Не принимали участие                                  | -                      |
| 2017-18 | 17-е место в конференции «Запад»                      | Не принимали участие   |
| 2018-19 | 10-е место в конференции «Запад»                      | Не принимали участие   |
| 2019-20 | 14-е место в конференции «Запад»                      | Не принимали участие   |
| 2020-21 | 15-е место в конференции «Запад»                      | Не принимали участие   |
| 2021-22 | 14-е место в конференции «Запад»                      | Не принимали участие   |
| 2022-23 | 1-е место в Серебряном дивизионе Западной конференции | Поражение в 1/8 финала |
| 2023-24 | 9-е место в Золотом дивизионе Западной конференции    | Не принимали участие   |
| 2024-25 | 8-е место в Серебряном дивизионе Западной конференции | Не принимали участие   |

## Ежегодные результаты

### Регулярный чемпионат
Примечание: И — количество игр, В — выигрыши в основное время, ВО — выигрыши в овертайме, ВБ — выигрыши по буллитам, ПО — проигрыши в овертайме, ПБ — проигрыши по буллитам, П — проигрыши в основное время, ГЗ — голов забито, ГП — голов пропущено, О — очки.
| Сезон   | И  | В  | ВО | ВБ | ПБ | ПО | П  | О  | ГЗ  | ГП  |
| ------- | -- | -- | -- | -- | -- | -- | -- | -- | --- | --- |
| 2011-12 | 60 | 16 | 2  | 4  | 7  | 2  | 29 | 69 | 162 | 200 |
| 2012-13 | 64 | 20 | 1  | 6  | 2  | 1  | 34 | 77 | 182 | 206 |
| 2013-14 | 56 | 10 | 1  | 2  | 4  | 0  | 39 | 40 | 109 | 192 |
| 2014-15 | 55 | 21 | 4  | 3  | 0  | 1  | 26 | 78 | 171 | 170 |

### Плей-офф
- 2014—2015 Победа в 1/16 финала над «Беркутами Кубани» — 3:1 (2:1, 2:1, 2:3, 3:2 ОТ) 
 Поражение в 1/8 финала от «Локо» — 1:3 (5:2, 2:5, 0:5, 0:7)
- 2022—2023 Победа в плей-ин над «Русскими Витязями» — 2:0 (3:1, 4:1) 
 Поражение в 1/8 финала от «СКА-1946» — 0:3 (1:7, 2:4, 2:3 ОТ)

## Главные тренеры
- Кочеров, Николай Васильевич — 2001—2003
- Сафонов, Владимир Михайлович — 2005—2006
- Войкин, Сергей Борисович — 2006—2007
- Зыбин, Александр Викторович — 2007—2008
- Ардашев, Александр Аркадьевич — 2008—2009
- Шевелёв, Андрей Васильевич — 2009—2011 (юн.)
- Сеуканд, Александр Юрьевич — 1 июля — 10 октября 2011[2]
- Рычков, Юрий Леонтьевич — 7—12 октября 2011 — и. о.
- Сорокин, Сергей Николаевич — 12 октября 2011 — 8 октября 2012
- Плющев, Владимир Анатольевич — 2012—2013
- Горбенко, Игорь Юрьевич — 2013—2014
- Чекалкин, Валерий Павлович — 22 декабря 2014 — 6 января 2015, и. о.
- Кривошлык, Игорь Александрович — 2014/15, с 6 января
- Карасёв, Николай Вадимович (юн.)
- Гоголев, Дмитрий Владимирович — 2017—2018
- Береснев, Леонид Аркадьевич — 3 августа 2018 — 2019
- Долишня, Вячеслав Валентинович — 2019—2020
- Береснев, Леонид Аркадьевич — 4 августа — 1 декабря 2020
- Кокорев, Дмитрий Александрович — 2020—2022
- Хомицкий, Вадим Владимирович — 2022—2023
- Касаткин, Константин Викторович — 1 июня 2023 — июнь 2024
- Куляш, Денис Владиславович — с 21 июня 2024